# Leibniz-Briefwechsel
Der Leibniz-Briefwechsel, auch Leibniz-Korrespondenz genannt, umfasst rund 20.000 erhaltene Briefe von Gottfried Wilhelm Leibniz und seinen knapp 1.300 Korrespondenten. Die in der Gottfried Wilhelm Leibniz Bibliothek – Niedersächsische Landesbibliothek in Hannover gesicherte Sammlung der von Leibniz versandten und empfangenen Briefe aus 16 Ländern aus West- und Mitteleuropa über Schweden und Russland bis nach China „gilt als die umfangreichste Gelehrtenkorrespondenz des 17. Jahrhunderts“ und wurde 2007 von der UNESCO zum Weltdokumentenerbe ernannt.

## Geschichte und Beschreibung
Das Briefeschreiben war eine der zentralen Tätigkeiten von Leibniz, der mit Menschen aus allen Bevölkerungsschichten kommunizierte, von Angehörigen des Kaiserhauses bis hin zum Handwerker. Diese Briefwechsel währten mitunter kurzfristig, zum Großteil mehrere Jahre, oftmals aber auch mehr als 3 Jahrzehnte, einer über 42 Jahre.
Lebenslang verfasste Leibniz „unermüdlich Briefe, entwickelte seine Gedanken im postalischen Ferndialog“ und archivierte seine Briefschaften sorgfältig. Die Leibniz-Korrespondenz ist mit den Worten der Bibliothekarin Gerda Utermöhlen „kein Begleitwerk zum œuvre [von Leibniz], sondern integraler Bestandteil seines Werkes.“
Noch in seinem letzten Lebensjahr blieb Leibniz’ Korrespondenzaktivität mit geschätzten 850 bis 900 Briefen eine seiner zentralen Tätigkeiten. Sein (mit Kenntnisstand August 2023) spätester datierter Brief ist sein Schreiben an Jacob Hermann vom 2. November 1716. Von den nach Leibniz’ Tod an ihn in Hannover adressierten Anschreiben gilt der von Johann I Bernoulli vom 5. Dezember 1716 (Stand August 2023) als das letzte bekannte.
Zuletzt 2014 und 2015 erwarb die Niedersächsische Landesbibliothek mit finanzieller Unterstützung durch das Niedersächsische Ministerium für Wissenschaft und Kultur sowie der Stiftung Niedersachsen – neben Leibniz eigener Bibliothek – zwei weitere von Leibniz in seinem Todesjahr verfasste Briefe.
Die zeitliche, räumliche und personelle Entwicklung der Leibniz-Korrespondenzen wurde teils bereits auch grafisch erarbeitet. Als bestes Instrument zur weiteren Forschung und „Erschließung der Korrespondenten und des Korrespondenznetzwerkes von Leibniz ist die [...] in Hannover gepflegte Personen- und Korrespondenz-Datenbank der Leibniz-Edition“.